# Charité-Kirche

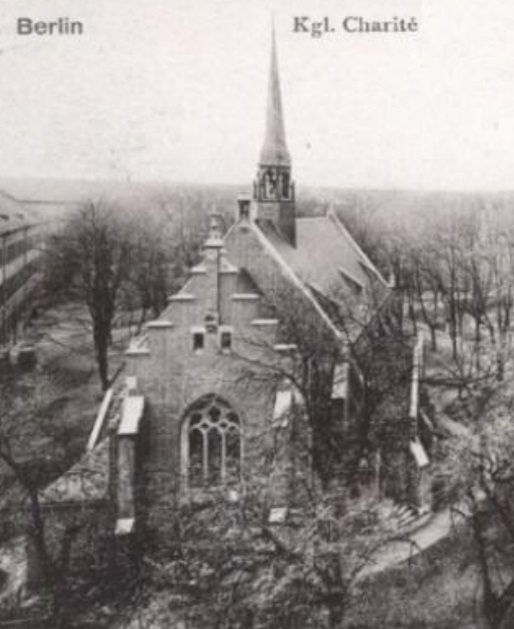
Charité-Kirche, ca. 1902

Die Charité-Kirche war die Krankenhauskapelle der Charité in Berlin. Während zuvor Teile der Charitégebäude für kirchliche Zwecke verwandt wurden, wurde 1901 an der Luisenstraße in der Friedrich-Wilhelm-Stadt ein eigenständiger Bau errichtet, den evangelische wie katholische Geistliche gleichermaßen nutzten. Nach teilweiser Zerstörung durch Bombentreffer 1943 wurde die Kirche 1962 abgerissen.

## Geschichte

### Vorgeschichte
Bereits die Keimzelle der Charité, das 1709 gegründete Pesthaus, verfügte über eine Stelle für einen (evangelischen) Prediger. Im Jahr 1726 wurde eine evangelisch-lutherische sowie 1737 eine evangelisch-reformierte Pfarrstelle geschaffen. Als wohl bekanntester evangelisch-reformierter Prediger wirkte Friedrich Schleiermacher hier von 1796 bis 1802. Gottesdienste fanden anfangs noch im großen Speisesaal des Westflügels statt, am 1. Advent 1800 wurden dann eigene Räume eingeweiht, die sich über den ersten und zweiten Stock an der Ecke des Wohntrakts zum nordwestlichen Flügel zogen.

### Bau der Kapelle

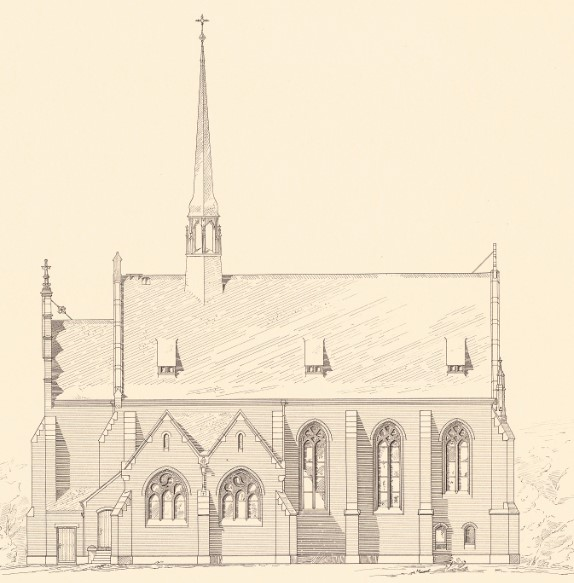
Entwurfszeichnung 1901, Nord-Ansicht

Während des umfangreichen Ausbaus der Charité ab 1896 wurde ein eigenständiger Kapellenbau nahe der Ecke Schumannstraße/Luisenstraße errichtet. Die 1900/1901 nach einem Entwurf als Kapelle der Königlichen Charité zu Berlin von Georg Diestel und Joseph Redlich erbaute Kapelle wurde am 3. September 1901 mit einem Festgottesdienst eingeweiht, die Baukosten lagen bei 75.000 Mark, einer vergleichbar geringen Summe. Die auf 240 Personen ausgelegte Anstaltskapelle war mit Klinkern verblendet, die von Harold Bengen gestalteten Farbverglasungen der Chorfenster zeigten Szenen aus dem Neuen Testament. Sie war einschiffig mit einem Kreuzrippengewölbe, die Wände selbst waren schmucklos.

Charité-Kirche, vor 1904

In der Kapelle waren anfangs drei von der Charité bezahlte evangelische Seelsorger tätig. Die katholische Seelsorge übernahm ein Geistlicher der nahegelegenen Domgemeinde St. Hedwig, bis 1913 eine weitere Stelle für einen katholischen Seelsorger eingerichtet wurde. Dessen Gottesdienste sollten zunächst in der dafür umzubauenden Begräbniskapelle der Pathologie stattfinden, man einigte sich jedoch stattdessen auf eine gemeinsame Nutzung der bestehenden Kapelle. Zu den Aufgaben der Geistlichen zählten neben Gottesdiensten der Besuch von Kranken, die Durchführung von Betstunden, die Krankensalbung, die Taufe von Neugeborenen und auch Trauungen.

### Kriegsschäden und Abriss

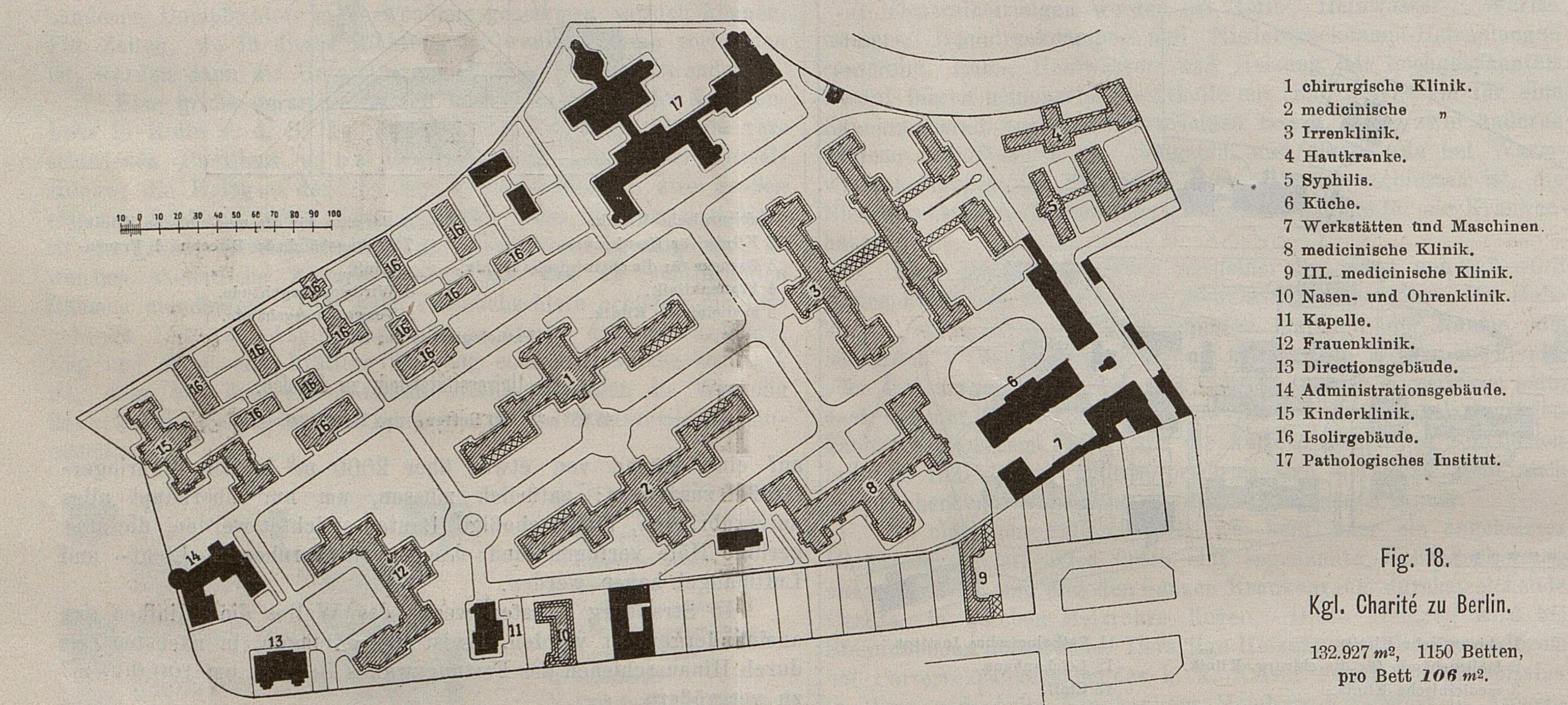
Kapelle (Nr. 11, links unten) auf einem Lageplan der Charité, 1900

Während des Zweiten Weltkriegs zerstörten Bombentreffer im Jahr 1943 unter anderem das Dach der Kapelle. Für die Gottesdienste wurde daher zunächst auf Hörsäle der Charité ausgewichen, die Kirche selbst verfiel zunehmend. Freiwerdende Predigerstellen wurden nicht mehr nachbesetzt, 1949 wurde der letzte Geistliche im Zuge von Sparmaßnahmen gekündigt.

Ebenso wie die Charité-Kapelle war auch die nahgelegene Philippus-Apostel-Kirche im Krieg schwer beschädigt worden. Während Anfang der 1950er Jahre noch der Wiederaufbau beider Kirchen geplant war, schlug das Konsistorium angesichts der stärkeren Zerstörung der Philippus-Apostel-Kirche vor, die Charité-Kapelle wiederaufzubauen und zugleich als Krankenhaus- wie auch als Gemeindekirche der Philippus-Apostel-Gemeinde und einer katholischen Gemeinde zu nutzen. In diesem Sinn schlossen 1954 die Evangelische Kirche Berlin-Brandenburg und die Universität einen Nutzungsvertrag bis 1974 ab, es gelang jedoch nicht, von der Stadt eine Baugenehmigung für die Instandsetzungsarbeiten zu bekommen. Bereits ein Jahr später wurde der eigentlich nicht kündbare Pachtvertrag durch die Universität gekündigt, woraufhin die Kirche einen Rechtsstreit begann.

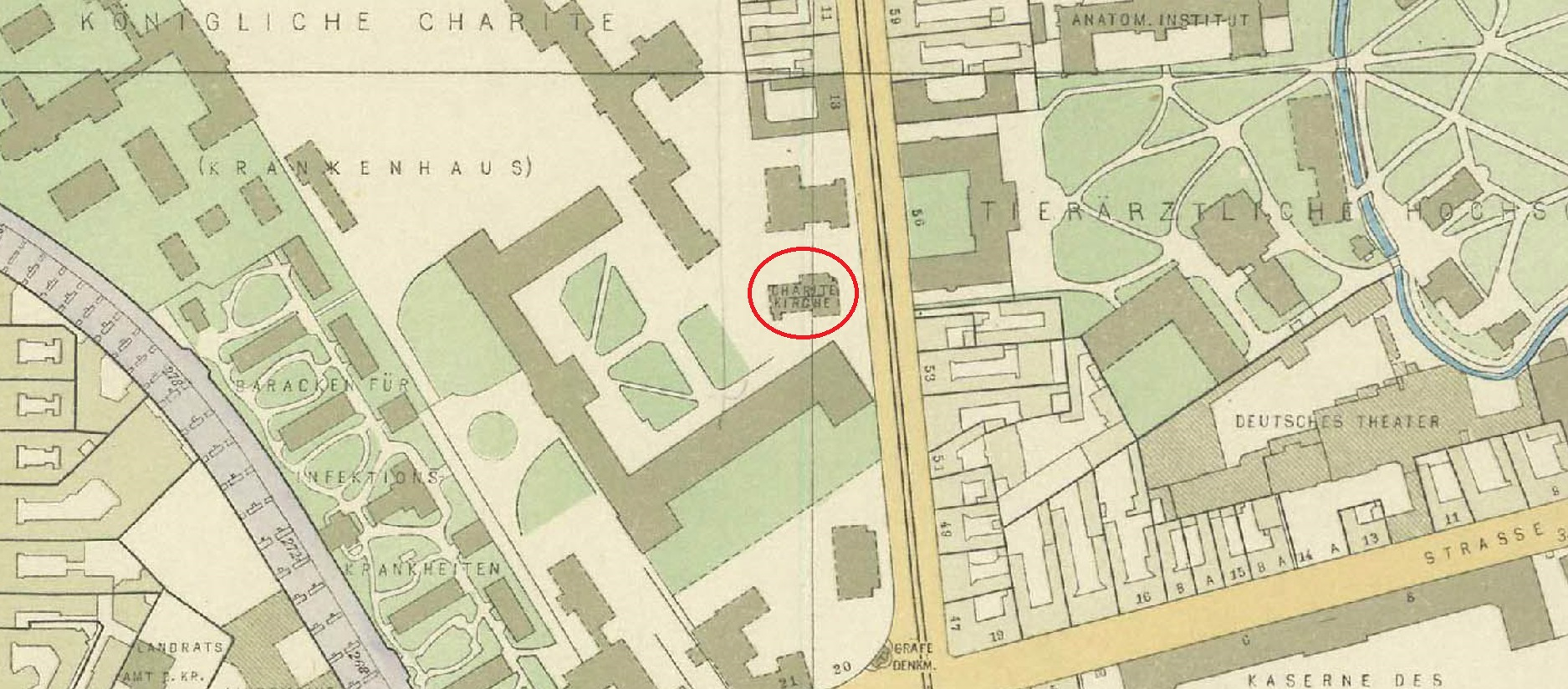
Kapelle (markiert) auf dem Straube-Plan 1910

Die Pläne zur städtebaulichen Neugestaltung des Berliner Zentrums ab 1958 sahen vor, dass das Gebiet um die Charité – laut einem Vermerk des Konsistoriums an den Gemeindekirchenrat – wohl „ein reines Forschungsgebiet“ werden solle. Daher wurde die Charité-Kapelle 1962 abgerissen, auch der Rechtsstreit um den Pachtvertrag endete damit. Das Gelände sollte für eine Erweiterung der Polikliniken verwendet werden, zu der es jedoch nicht kam. Zeitweise wurde das Areal als Tennisplatz genutzt, heute ist es ein Teil der Grünanlage hinter dem Verwaltungsgebäude.

### Seelsorge seit 1990
Anfang der 1990er Jahre wurde nach dem Ende der DDR an der Charité in Mitte mit der Wiedereinführung einer kirchlichen Krankenseelsorge ein Gottesdienstraum im Bettenhaus der Charité eingerichtet. Ein eigenständiger Kirchenraum existiert dort heute nicht mehr, stattdessen nutzt die christliche Seelsorge zwei konfessionell ungebundene „Räume der Stille“, Gottesdienste werden dort nicht gefeiert. Die 1995 bzw. 2003 der Charité angeschlossenen, zuvor selbstständigen Häuser Campus Virchow-Klinikum in Berlin-Wedding und Campus Benjamin Franklin in Berlin-Steglitz hingegen verfügen über christliche Kapellen. Getragen wird die Seelsorge in der Charité von der Evangelischen Kirche Berlin-Brandenburg-schlesische Oberlausitz und dem Erzbistum Berlin.